# Valentyn Sylvestrov
Valentyn Vasyljovytj Sylvestrov (ukrainsk: Валенти́н Васи́льович Сильве́стров, tr. Valentyn Vasyljovytj Sylvestrov; født 30. september 1937 i Kyiv, Ukrainske SSR) er en sovjetisk/ukrainsk pianist og komponist.
Sylvestrov studerede klaver og komposition hos bl.a. Borys Ljatosjynskyj (1958-1964). Han komponerer i en postmoderne nyklassisk stil, med inspiration fra bl.a. Gustav Mahler.
Han har skrevet 9 symfonier, hvoraf den femte er hans mest anerkendte, orkesterværker, sange, kantater, requiem, koncertstykker for mange instrumenter, klaverstykker osv.

## Udvalgte værker
- Symfoni nr. 1 (1963 rev. 1974) - for orkester
- Symfoni nr. 2 (1965) - for fløjte, pauker, klaver og strygeorkester
- Symfoni nr. 3 Eschatophony (1966) - for orkester
- Symfoni nr. 4 (1976) - for blæsere og strygeorkester
- Symfoni nr. 5 (1980-1982) - for orkester
- Symfoni nr. 6 (1994-1995) - for orkester
- Symfoni nr. 7 (2002-2003) - for orkester
- Symfoni nr. 8 (2012-2013) - for orkester
- Symfoni "Dedikation" (1990-1991) - for violin og orkester
- Stille musik for strygerkorkester (2002) (russisk: Тихая музыка для струнного оркестра) - for strygeorkester
- Requiem for Larissa (1999) (russisk: Реквием для Ларисы) - for kor og orkester